# 효자고등학교
효자고등학교(孝子高等學校)는 대한민국 경기도 의정부시 신곡동에 있는 공립 고등학교이다.

## 학교 연혁
- 2005년 1월 22일 : 효자고등학교 12학급 설립 인가
- 2006년 3월 1일 : 초대 박영오 교장 취임
- 2006년 3월 1일 : 도지정 방과후 시범학교 (~ 2008.2.29)
- 2007년 3월 1일 : 도지정 수학 특성화 시범학교 (~ 2010.2.28)
- 2006년 3월 3일 : 제1회 입학식 (440명)
- 2006년 10월 9일 : 27학급(특수 1학급 증설) 인가
- 2009년 2월 12일 : 제1회 졸업식 (419명)
- 2009년 3월 1일 : 도지정 관현악 특성화 시범학교 (~ 2013.2.28)
- 2014년 2월 21일 : 36학급(일반 1학급 감축) 인가
- 2021년 9월 1일 : 제6대 김명수 교장 취임
- 2024년 1월 8일 : 제16회 졸업식(230명 졸업, 누계 6,491명)
- 2024년 3월 4일 : 제19회 입학식(267명)

## 참고 자료
- 효자고등학교 - 한국교육학술정보원 학교알리미